# Herrarnas lagtävling i sabel vid olympiska sommarspelen 1996
Herrarnas lagtävling i sabel i de olympiska fäktningstävlingarna 1996 i Atlanta avgjordes den 24 juli.

## Medaljörer
| Event      | Guld                                                            | Silver                                          | Brons                                                  |
| Sabel, lag | Ryssland Stanislav Pozdnjakov Grigorj Kirijenko Sergej Sjarikov | Ungern Csaba Köves József Navarrete Bence Szabó | Italien Raffaello Caserta Luigi Tarantino Toni Terenzi |

## Laguppställningar
| Kanada - Jean-Marie Banos - Jean-Paul Banos - Tony Plourde Frankrike - Damien Touya - Franck Ducheix - Jean-Philippe Daurelle Tyskland - Felix Becker - Frank Bleckmann - Steffen Wiesinger Ungern - Bence Szabó - Csaba Köves - József Navarrete | Italien - Luigi Tarantino - Raffaelo Caserta - Tonhi Terenzi Polen - Janusz Olech - Norbert Jaskot - Rafał Sznajder Rumänien - Florin Lupeică - Mihai Covaliu - Vilmoș Szabo | Ryssland - Grigorj Kirijenko - Sergej Sjarikov - Stanislav Pozdnjakov Sydkorea - Lee Hyo-Geun - Seo Seong-Jun - Yu Sang-Ju Spanien - Antonio García - Fernando Medina - Raúl Peinador USA - Peter Cox, Jr. - Peter Westbrook - Tom Strzalkowski |